# Milekovo Selo
Milekovo Selo is een plaats in de gemeente Donja Stubica in de Kroatische provincie Krapina-Zagorje. De plaats telt 131 inwoners (2001).